# つなぎ番組
つなぎ番組（つなぎばんぐみ）とは、いわゆる「穴埋め番組」、「クッション番組」、「サンドイッチ番組」や「フィラー番組」の事で、主に以下の放送番組を指す呼称。
- 放送において、ある番組が何らかの理由で打ち切りになる、スポーツ中継番組の放送延長によって後番組の枠が半端に削られたなど、急な編成の変更が求められる際、後番組の放送が始まるまで、仮の番組を放送する手法のこと。穴埋め番組とも。
- スポーツ中継番組が予定より早く終了した場合の、枠内の実質のフロート番組として行われる内容。クッション番組とも。
- 番組表編成上、大きな番組枠が小さな番組枠を挟む編成形態（サンドイッチ番組）が生じたときの、小さい側の呼称。
- 深夜帯など放送する番組が存在しない時間帯に環境映像や日常の映像、ミュージックビデオ、字幕ニュースや天気予報などを放映する番組。フィラー番組とも。

## 穴埋め番組
穴埋め番組（あなうめばんぐみ）とは、テレビ番組もしくはラジオ番組の特別番組の一種で、急な番組編成の変更が求められる際など、後番組の放送が始まるまで、暫定的に仮の番組（代替番組）を連続して放送する措置および、その番組自体のことである。穴埋め番組（あなうめばんぐみ）とも呼ばれている。

### 概要
穴埋め番組は以下の理由で生じる。
- 番組が何らかの理由で打ち切りあるいは最終回となり、枠を埋める必要が生じた。
- スポーツ中継番組などの放送延長によって後番組の枠が半端に削られた（一般的には30分枠なら15分の「短縮版」が収録されているが、それさえも放送出来ないほど延びて10分程度しかなくなった場合）。

前者の場合、あくまで後番組が始まるまでの穴埋めとして放送されることがあるため、大抵は後番組が決まると終了となるが、好評だった場合はそのままレギュラー番組化することもある。中には『新婚さんいらっしゃい!』（朝日放送テレビ制作）や『はなまるマーケット』（TBSテレビ制作）のように長寿番組化するものもある。
番組を一時的に休止して、復活するまでの間の仮の番組もつなぎ番組とされることがある。例えばアニメやドラマ（主に特撮や刑事ドラマ）の場合、シリーズ作品を一時休止して別の作品で繋いだ後に再開することがある。この場合シリーズ間の番組がつなぎ番組とされることがある。東映作品に多く見られる。

### ラジオにおけるつなぎ番組
- 2017年2月、ニッポン放送では『清水富美加 みなぎるPM』のパーソナリティー・清水富美加（女優）が宗教団体へ出家し、芸能活動からの引退を表明をしたことにより、所属事務所から降板および番組終了の申し出を受け、遡って2月11日放送回を以って番組終了となった。これに伴い、翌週の18日は箱崎みどり（同局アナウンサー）がパーソナリティを務める『有楽町情報ライブラリー 〜春よ来い!リスナーファースト!ニッポン放送』を急遽代替番組として編成[8]（2015年に『うつみ宮土理のおしゃべりしましょ』が一時休止した際にも同様の処置が取られた）。また同番組を遅れネット受けしていた一部NRN系列局でも各局ごとにつなぎ番組が編成され、多くの局はニッポン放送制作の裏送り番組『箱崎みどりのサウンドコレクション』をネット受けしている。
- 2020年11月、文化放送『近藤真彦 くるくるマッチ箱』のパーソナリティ・近藤真彦（歌手・俳優）が、自身に関する醜聞記事が週刊誌に掲載されたことを受け、芸能活動の無期限自粛を発表したため11月17日から放送を一時休止。17日は単発特番を放送後、翌週の24日より松井佐祐里（同局アナウンサー）がパーソナリティの『松井佐祐里 “new normal”の小部屋』を近藤が復帰するまで暫定編成することになった[9]。『くるくるマッチ箱』は以降再開されることはなく、『近藤真彦 RADIO GARAGE』が近藤の芸能活動再開後の2021年秋から『くるくるマッチ箱』と同じ時間枠で放送開始されている。
- 2023年2月8日、Fm yokohama『めっちゃラジオ』のDJ・夕闇に誘いし漆黒の天使達（コミック系ラウドバンド・ユーチューバー）がYouTubeチャンネルに不適切な内容の動画を投稿し視聴者等から非難を浴びたことを受け、「報道された事案の重大性に鑑み」とし遡って2月4日深夜(5日午前)放送回以て終了を発表[10]。翌週の11日より当面の間、後発番組『Radio HITS Radio』を30分前拡大して放送することになった。

### 特異な例
- 以下の例のように、レギュラー番組を設けず単発特番やスポーツ中継がつなぎ番組となるケースもある。
  - 東北地方太平洋沖地震（東日本大震災）に伴う番組内容の問題により『密室謎解きバラエティー 脱出ゲームDERO!』（日本テレビ）の放送が休止となり、『宝探しアドベンチャー 謎解きバトルTORE!』と改題リニューアルするまでの間をプロ野球中継や単発特番で繋いだことがある。
  - 『ドラゴンボールZ』などの漫画を原作とした長期放送のアニメ番組においては、原作エピソードの限界に追いつかなくすることの工夫としてアニメオリジナルエピソードやプロ野球中継を多めに編成していることで凌いでいる。
  - 『クイズ!ヘキサゴンII』（フジテレビ）が島田紳助の芸能界引退に伴い視聴率が極端に低下したために打ち切りとなり、後番組『おじゃMAP!!』開始までの間、特別番組や世界体操競技選手権・バレーボールワールドカップといったスポーツ中継で繋いだ。
  - 大河ドラマ『麒麟がくる』（2020年）で出演予定の女優が不祥事で検挙、降板したため代役による撮り直しによって放送開始日が延期になったことから、単発特番およびエピソード番組で繋いだことがある。
  - 平日の帯番組の『ポップUP!』（フジテレビ）が視聴率が低下したために2022年12月23日で番組打ち切りとなり、後番組『ぽかぽか』が開始までの間、特別番組で繋いだことがある。
  - 『ピーマン白書』（フジテレビ、1980年）も極端な低視聴率のため1ヶ月あまりで打ち切りとなり、12月まで単発特番でつないだが、同番組自体も2回特番で飛ばされている。
- 特番などで埋める場合は、以前に同じ枠で放送されていた番組を復活特番のような形で放送した事例もある。過去には、『A』の前番組だった『特命リサーチ200X』や『雲と波と少年と』の前番組だった電波少年シリーズの総集編（共に日本テレビ）などがある。
- 基本的に視聴率が低迷しても予定された回数だけ放送されるが、中には余りの低視聴率や不慮の事情で予定より早く終了する場合もある。例としては、改編期でもない7月中旬にわずか0.5クール（およそ1か月半）で終了した『CDTVゴールド』[11] や、上記の低視聴率[12] に加え、スタッフがロケ地で死亡事故を起こした『雲と波と少年と』などがある。
- 2020年の新型コロナウイルス感染拡大を巡っては、民放各局で4月開始予定の連続ドラマの放送開始が延期、または放送開始後中断となったため、過去に同枠で放送されたドラマの再放送や総集編を放送した事例がある。
- 2021年や2022年も、一部の俳優・タレントが前述した新型コロナウイルスに罹患した影響による活動休止でドラマやバラエティなどの収録が一時的にストップし、特別版や総集編などを放送して急場を凌いだ事例がある。